# Les Cases del Conill
Les Cases del Conill (oficialment Casas Conejo) és un nucli de població catalanoparlant del Carxe. És un llogaret de Jumella que el 2005 tenia 15 habitants.